# Вознесенка Друга
Вознесе́нка Друга — село Бородінської селищної громади, у Болградському районі Одеської області України. Населення становить 425 осіб.

## Історія
4 січня 1963 року с. Вознесенка Тарутинського (колишнього Бородінського) р-ну перейменоване на село Вознесенка Друга.
12 червня 2020 року, відповідно до Розпорядження Кабінету Міністрів України від № 724-р «Про визначення адміністративних центрів та затвердження територій територіальних громад Одеської області», увійшло до складу Бородінської селищної територіальної громади.
19 липня 2020 року, в результаті адміністративно-територіальної реформи і ліквідації Тарутинського району, село увійшло до складу новоутвореного Болградського району.

## Населення
Згідно з переписом УРСР 1989 року чисельність наявного населення села становила 471 особа, з яких 209 чоловіків та 262 жінки.
За переписом населення України 2001 року в селі мешкали 424 особи.

### Мова
Розподіл населення за рідною мовою за даними перепису 2001 року:
| Мова       | Відсоток |
| ---------- | -------- |
| болгарська | 44,24 %  |
| українська | 29,88 %  |
| молдовська | 10,82 %  |
| російська  | 7,76 %   |
| гагаузька  | 6,82 %   |
| інші       | 0,48 %   |